# Dick Bengtsson
Dick Bengtsson, född 8 juli 1936 i Högalids församling i Stockholm, död 7 augusti 1989 i Solna, var en svensk konstnär. Hans produktion omfattar måleri, collage, film och installationer. 
Några av hans mest kända målningar är Richard in Paris, Barnen, Venus, Cupido med sko och Hus med hakkors. Motiven är ofta skapade parvis, ibland sinsemellan spegelvända och med fysiska attribut monterade på tavlornas ramar. 

Många tekniker blandades och kompletterades ibland med oortodoxa behandlingar med strykjärn och annan mycket fysisk åverkan. Dick Bengtsson berättade aldrig om bakgrunden till någon av sina tavlor. 
Bland hans filmer märks Årets brott, en svensk svartvit 16 mm kortfilm på nio minuter från 1969.
Ett av Dick Bengtssons kända verk är Möbelrälsen från 1986, som han fick idén till redan 1966. Konstverket består av ett 1940-talsmöblemang med skåp, stolar, bäddsoffa, byrå med mera, uppställt på en tio meter lång järnvägsräls. Det har setts som en protest mot flyttlasspolitiken.[källa behövs]
| ”                | Jag spelar ut tecken mot en målad verklighet och då uppstår ett irrationellt möte som i sig skapar en betydelse. Det är betraktaren själv som skapar den betydelsen | „ |
| – Dick Bengtsson | |   |

Han hade utställningar i bland annat Stockholm, Malmö, Göteborg, Borås och Paris.[källa behövs] Sven-Harrys konstmuseum anordnade separatutställningen Det ingen vill se – Dick Bengtsson 2025.  Bengtsson finns representerad vid Borås konstmuseum, Göteborgs konstmuseum, Moderna museet och Norrköpings konstmuseum.